# Giudice naturale
Il principio del giudice naturale – che protegge la certezza del giudice, sottratta a qualsiasi arbitrarietà di designazione – vieta l'istituzione di «tribunali speciali», che nelle dittature sottraggono il cittadino alle garanzie insite nel giudizio emanato dai giudici ordinari, ossia previsti in via ordinaria dalla legge.

## Contenuto
Esso costituisce un diritto dell'uomo espressamente sancito dalla Dichiarazione Universale dei Diritti dell'Uomo, e dall'art. 6, paragrafo 1, della Convenzione europea per la salvaguardia dei diritti dell'uomo e delle libertà fondamentali, ma già incardinato negli ordinamenti giuridici degli stati di diritto.
Nell'ordinamento italiano, ad esempio, è contemplato dall'art. 25, co. 1, della Costituzione della Repubblica Italiana: la Corte costituzionale, con la sentenza n. 50 del 27 aprile 1963, ha precisato che con l’espressione «giudice naturale» non ci si riferisce soltanto al giudice competente per la pronunzia finale, ma ricomprende anche quello competente su qualsiasi fase e grado del giudizio.

## Fonti di diritto
Art. 6, par. 1 della Convenzione europea per la salvaguardia dei diritti dell'uomo e delle libertà fondamentali, in cui è espresso dall'inciso «costituito per legge»:
Art. 25, comma 1, della Costituzione della Repubblica Italiana: